# PGC 1
PGC 1 es una galaxia situada en la constelación de Piscis.

## Características
Es una galaxia de tipo desconocido, de magnitud 16, lo cual la hace muy complicada de observar, si no es con telescopios muy grandes.
Basándonos en su velocidad de recesión o corrimiento al rojo de 23985 kilómetros por segundo, se calcularía una distancia de 1.050 millones de años luz. Y dado su tamaño de 0,5 x 0,4 minutos de arco, se le asignaría un tamaño de 90.000 años luz. Posee una compañera similar a escasos segundos de arco.